# Cova del Rinoceront
El jaciment arqueològic i paleontològic és a Castelldefels (Baix Llobregat), inclòs a l'Inventari del Patrimoni Arqueològic i Paleontològic de Catalunya.
Es localitza entre els barris de Bellamar i Montmar. Se situa en els primers estreps més suaus del massís calcari del Garraf, just on aquest entra en contacte amb l'extrem meridional de la plana holocena del delta del riu Llobregat.
Actualment, la cavitat es troba seccionada verticalment pel darrer front d'explotació de la pedrera de ca n'Aymerich, anteriorment coneguda com a pedrera Altissent. L'extracció massiva de pedra calcària ha desfigurat enormement el relleu original i ha destruït la major part de la cova del Rinoceront, així com la seva entrada originària.

## Història
A la dècada dels anys quaranta, a la mateixa pedrera de ca n'Aymerich, es varen descobrir per part de J. F. de Villalta diverses restes de fauna del Plistocè procedents d'algunes fissures en l'actualitat desaparegudes, que reberen el nom de jaciment Altissent. Algunes restes de fauna es varen poder recuperar i salvar de les activitats indústrials, mentre que d'altres es varen destruir i varen ser triturades com a material constructiu per a la construcció de l'aeroport de Barcelona.
La finalització de les activitats a la pedrera a la dècada dels anys seixanta van conduir que aquesta estigués en un estat de semiabandonament. D'ençà fins a l'actualitat i a causa del desconeixement de l'existència del jaciment de la cova del Rinoceront, van ocórrer caigudes successives de part del rebliment sedimentari, així com dels fòssils, fet que va permetre el seu descobriment l'any 2002 per part de Joan Daura i Montserrat Sanz del Grup de Recerca del Quaternari de la Universitat de Barcelona. En motiu de diferents prospeccions arqueològiques a l'entorn del massís de Garraf i de la pedrera de ca n'Aymerich, el mes d'octubre de 2002 varen descobrir el jaciment. En els sediments despresos, s'han dut a terme les primeres campanyes arqueològiques amb els objectius de fer una primera estimació cronològica i una valoració del conjunt, resultats que van motivar la restauració i el condicionament de la cavitat, en la qual el Grup de Recerca del Quaternari de la Universitat de Barcelona hi excava des del 2002 fins a l'actualitat.

## Principals restes recuperades
La seqüència estratigràfica de la cova del Rinoceront està formada per un tall d'11 m de potència i un total de 8 nivells estratigràfics, definits per ordre de sostre a base, que abracen des dels moments basals del Plistocè superior fins al Plistocè mitjà, és a dir, entre els 74.000 i els 175.000 anys d'antiguitat.
En el jaciment, s'han recuperat nombroses restes de vertebrats, especialment herbívors, que han estat consumits i transportats a la cavitat per part dels carnívors. De la mateixa manera, s'han recuperat algunes restes lítiques de sílex i quars que evidencien la presència humana en el jaciment durant el Paleolític mitjà per part dels neandertals.
Les restes lítiques corresponen a objectes de petit format, segurament a peces transportades pels nenadertals i restes de nuclis esgotats. Aquestes restes son la evidència humana més antiga al massis del Garraf.
En els nivells superiors d'aquest jaciment, datats a l'entorn dels 90.000 anys, s'ha identificat l'espècie Haploidoceros mediterraneus per primer cop a la península Ibèrica i en el registre del Plistocè superior a Europa. Es tracta del jaciment amb un nombre més gran d'espècimens d'aquest gènere amb un total de 21. A més s'han recuperat restes d'altres espècies, especialment abundants són les de tortuga mediterrània (Testudo hermanni), rinoceront (Stephanorhinus hundsheimensis), elefant (Elephas sp.) i grans bovids. La gran quantitat de restes i la ubicació cronològica del jaciment en l'estadi isotòpic MIS 5 fan d'aquest jaciment un dels pocs registres d'aquest moment a la conca Mediterrània.

## Troballes singulars
Entre les troballes arqueològiques més importants al jaciment destaquen les restes del cérvol mediterrani (Haploidoceros mediterraneus), ja que és el primer jaciment de la Península Ibèrica on l'any 2013 es va identificar aquest tàxon per primera vegada. En total s'ha identificat un NMI de 21 individus d'aquest tipus de cèrvid en els nivells I i II del jaciment que daten entre els 75 i 130 ka aproximadament. Els estudis tafonòmics realitzats ens indiquen que aquests individus varen arribar a la cova del Rinoceront probablement com a preses d'un carnívors de talla mitjana, com ara un cànid, que hauria portat els Haploidoceros a la cavitat com a part de les seves preses. Per ara, el jaciment de la cova del Rinoceront es la localitat on més restes d'aquest tàxon s'han trobat a nivell mundial. El seu descobriment ha posat en evidència que es tractaria d'un cèrvid més estès del que es pensava i que pertant hauria viscut a la península ibérica i a França. En l'estudi realitzat a partir de les restes de la cova del Rinocerontha posat de manifest la importància d'aquest cèrvid que s'hauria expandit fora de la península en els moments calids.
Entre les troballes singulars en aquest jaciment destaca també un esquelet complert d'una cria d'elefant antic descobert l'any 2012 i que és un exemplar únic d'aquesta espècie trobat a Europa. El seu estudi ha permès aprofundir en el coneixement de la ontogènesis dels elefants, ja que es pràcticament la única cria d'elefant antic tant ben conservada en el registre europeu.